# Tre Fiori Football Club
El Tre Fiori Football Club es un club de fútbol con sede en Fiorentino, San Marino. Fue fundado en 1949 y juega en el Campeonato Sanmarinense de fútbol. Los colores del equipo son el amarillo y el azul.

## Historia
Fue fundado en 1949, el deporte más popular en el Castello di Florentino eran el fútbol, deporte que se practica en San Marino desde 1920.
El Tre Fiori toma su nombre del emblema del Castello di Florentino, así como los colores sociales (amarillo y azul) se origina alrededor de 1949, justo a unas horas antes de la fundación del club. El primer presidente y entrenador fue Marino Casali. Él fue el primer presidente del Tre Fiori, y ocupara el cargo de 1949 a 1972.
En cuanto al campo deportivo, el Castello di Florentino ha estado a la vanguardia desde los años 50, cuando se construyó el Olímpico di Serra vallé.
El trabajo realizado por el presidente Pier Marino Canto en la década de 1953 fue fundamental en la ascensión del Tre Fiori. En la primera mitad de los años 80, el Tre Fiori se convirtió en el equipo sanmarinense más popular solo en su país, y esa novedad llegó a los Oídos del presidente del FC Barcelona, quien le ofreció un amistoso, algo que Tre Fiori nunca rechazaría, ya que se enfrentaría a su primer equipo poderoso de Europa, pero en aquel partido, el Tre Fiori perdió debido a su mal entrenamiento, el Tre Fiori cayó en crisis, pero a finales de la década de los 90, consiguió su primera copa de liga sanmarinense, siendo así hasta la fecha, el equipo más laureado y con muy buena suerte en San Marino.
Es el único equipo sanmarinense que logró ganar un partido de fase previa de Champions League.

## Palmarés

### Torneos nacionales
- Campeonato Sanmarinense de fútbol (8): 1987-88, 1992-93, 1993-94, 1994-95, 2008-09, 2009-10, 2010-11, 2019-20
- Copa Titano (8): 1966, 1971, 1974, 1975, 1985, 2009-10, 2018-19, 2021-22
- Trofeo Federal/Supercopa de San Marino (6): 1991, 1993, 2010, 2011, 2019, 2022

## Participación en competiciones de la UEFA
| Temporada | Torneo                        | Ronda            | Club                      | Casa | Visita | Global       |
| --------- | ----------------------------- | ---------------- | ------------------------- | ---- | ------ | ------------ |
| 2009–10   | UEFA Champions League         | Ronda Preliminar | Unió Esportiva Sant Julià | 1–1  | 1–1    | 2-2(4-5 pen. |
| 2010–11   | UEFA Champions League         | Ronda Preliminar | FK Rudar Pljevlja         | 0-3  | 4-1    | 1-7          |
| 2011–12   | UEFA Champions League         | Clasificatoria 1 | Valletta                  | 0–3  | 1–2    | 1–5          |
| 2018-19   | UEFA Europa League            | Preliminar       | Bala Town FC              | 3–0  | 0–1    | 3–1          |
| 2018-19   | UEFA Europa League            | 1R               | Rudar Velenje             | 0–3  | 0–7    | 0–10         |
| 2019-20   | UEFA Europa League            | Preliminar       | KÍ Klaksvík               | 0–4  | 1–5    | 1–9          |
| 2020-21   | UEFA Champions League         | Preliminar       | Linfield                  | 0–2  | 0–2    | 0–2          |
| 2020-21   | UEFA Europa League            | 2R               | Riga                      | –    | 0–1    | 0–1          |
| 2022-23   | UEFA Europa Conference League | 1R               | Fola Esch                 | 3–1  | 1–0    | 4–1          |
| 2022-23   | UEFA Europa Conference League | 2R               | B36 Tórshavn              | 0-0  | 0-1    | 0-1          |
| 2025-26   | UEFA Europa Conference League | 1R               | Pyunik                    | 1-0  | 0-5    | 1-5          |